# Kenneth Cameron
Kenneth Cameron (ur. 29 listopada 1949 w Cleveland) – amerykański lotnik morski, pilot doświadczalny, inżynier, oficer United States Marine Corps i astronauta.

## Życiorys
Po ukończeniu Rocky River High School w Rocky River studiował aeronautykę i astronautykę w Massachusetts Institute of Technology, gdzie w 1979 uzyskał dyplom magistra, w 1983 ukończył szkołę pilotów doświadczalnych w stanie Maryland. Służył jako oficer United States Marine Corps w Parris Island w Karolinie Południowej i w Quantico (Wirginia). Uczył się języka wietnamskiego, później służył w Wietnamie Południowym m.in. jako oficer wojskowej ochrony Ambasady USA w Sajgonie. Po powrocie do kraju został skierowany do Karoliny Północnej, później na kurs lotnika morskiego do Pensacoli, po ukończeniu którego był oficerem jednostki lotniczej w Yumie w Arizonie, później komenderowano go służbowo m.in. do Iwakuni w Japonii. Ma wylatane ponad 4000 godzin na 48 typach samolotów.
23 maja 1984 został wybrany przez NASA jako kandydat na astronautę, w czerwcu 1985 został zakwalifikowany jako astronauta, wykonywał różne zadania w Centrum Kosmicznym imienia Johna F. Kennedy’ego. W 1994 został pierwszym dyrektorem operacji NASA w Zwiozdnym gorodoku, gdzie pracował również w Centrum Wyszkolenia Kosmonautów im. J. Gagarina i gdzie został przeszkolony w zakresie rosyjskich systemów statków kosmicznych Sojuz i stacji kosmicznej Mir. Uczestniczył w trzech misjach - w pierwszej jako pilot, w dwóch kolejnych jako dowódca.
Od 5 do 11 kwietnia 1991 brał udział w misji STS-37 trwającej 5 dni, 23 godziny i 32 minuty, podczas której umieszczono na orbicie satelitę (Gamma Ray Observatory) (GRO). Od 8 do 17 kwietnia 1993 dowodził misją STS-56 trwającą 9 dni, 6 godzin i 8 minut, podczas której badano atmosferę ziemską przy pomocy zestawu aparatury ATLAS-02. Od 12 do 20 listopada 1995 dowodził misją wahadłowca Atlantis STS-74 na rosyjską stację orbitalną Mir; wahadłowiec połączył się ze stacją. Misja trwała 8 dni, 4 godziny i 30 minut.
Cameron opuścił NASA 5 sierpnia 1996.